# 卡皮欧拉尼妇女和儿童医学中心
卡皮欧拉尼妇女和儿童医学中心（英語：Kapiolani Medical Center for Women and Children）是夏威夷太平洋卫生医院网络的一部分。它位于夏威夷的檀香山 ，在威基基的住宅市区内。卡皮欧拉尼医学中心是夏威夷唯一婦幼醫院，拥有一支由医生和护士组成的团队，并经过专门技术培训，专门照顾从婴儿到年轻人的儿童。它是该州唯一的24小时小儿急诊科，小儿重症监护室和青少年病房。该医院为整个夏威夷的0-21岁的婴儿，儿童，青少年和年轻人提供综合的儿科专科和亚专科。